# Carlos O'Carroll
Carlos María O'Carroll (1789-1820) fue un militar irlandés que participó en la Guerra de independencia de Chile.

## Biografía
Estudió en la Academia Militar e ingresó al ejército inglés haciendo la campaña de España y sur de Francia. Recibió las condecoraciones de la Orden de Carlos III y la Flor de lis.
Alcanzó el grado de teniente coronel en el ejército británico. Llegó a Chile en mayo de 1818 y se le dio el grado de coronel en el ejército.
Bernardo O'Higgins le concedió el mando del escuadrón de Curicó el 30 de marzo de 1819, cargo que asumió el 27 de abril. Combatió y derrotó a los bandidos Vicente Benavides y los hermanos Pincheira el 4 de enero de 1820. También expedicionó en territorio araucano.
El 23 de septiembre de 1820 sostuvo el Combate de Pangal contra el realista Juan Manuel Picó, el cual lo hizo prisionero y ordenó su fusilamiento inmediato.

## Homenajes
Una calle céntrica de la ciudad de Rancagua, lleva el apellido del militar O'Carroll. También, una de las calles más importantes de la ciudad de Yumbel, lleva su apellido. Por último en la ciudad de San Pedro de la paz en el sector valle las piedras, boca sur, una calle lleva el apellido del héroe Irlandés. 